# Le Coup de folie
Singles de Thierry Pastor
Where Is My Love
(1982)
Le Coup de folie est une chanson du chanteur français Thierry Pastor sortie en décembre 1981 et parue sur son album du même nom l'année suivante. Elle est écrite et composée par Thierry Pastor sur des paroles additionnelles de Jean-Claude Perrey. 
C'est le premier single du chanteur ainsi que son premier succès, se vendant à plus de 700 000 exemplaires en 1982.

## Contexte
En 1981, chez lui, Thierry Pastor improvise un instrumental joué au piano en chantant « la la la ». Il enregistre une maquette sur cassette et la remet à Dominique Casnat qui est alors sonorisateur de l'humoriste et chanteur Roland Magdane. Roland Magdane est séduit par ce qu'il entend et appelle Thierry Pastor pour lui dire qu'il veut produire le 45 tours ainsi qu'un album. Dans une interview, Thierry Pastor explique comment il a trouvé le titre de la chanson : 

« On était descendu à La Grande-Motte où il était en tournée et c'est là qu'il m'a dit : « Écoute, on part sur un 45 tours mais moi je veux produire l'album ». Parce que moi j'avais déjà tout, tout était prêt. Mais à l'époque il n'y avait pas encore de texte et c'est lui qui m'a dit : « J'entends bien un petit coup de folie ». »

 Jean-Claude Perrey et Thierry Pastor écrivent alors ensemble les paroles à partir du titre « Le Coup de folie »,. Le 45 tours est sorti sur le label Flarenasch en décembre 1981 et devient un grand succès,.

## Accueil commercial
Le Coup de folie atteint la première place des ventes en France et au Québec en 1982,, et devient le plus grand succès du chanteur. Il est certifié disque d'or en mai 1982 par le Syndicat national de l'édition phonographique pour plus de 500 000 d'exemplaires écoulés,. Le 45 tours s'est vendu à plus de 700 000 exemplaires,,. 
La chanson s'est également classée en Belgique dans l'Ultratop 50 flamand pendant quatre semaines. Dans le top 30 du classement paneuropéen Europarade, Le Coup de folie débute le 20 juin 1982 à la 22e place, chute à la 25e place lors de la deuxième semaine avant d'atteindre la 21e position le 4 juillet 1982.

## Liste des titres
| A. | Le Coup de folie | 3:40 |
| B. | Je voudrais être | 3:45 |

| A. | Le Coup de folie | 5:20 |
| B. | Je voudrais être | 5:00 |

## Crédits
- Thierry Pastor – chant, paroles, musique, basse, claviers, percussion, synthétiseur, batterie, arrangements
- Jean-Claude Perrey – paroles
- Claude Matringe, Jean-Marc Louche – basse
- Jean-Pierre Jussey, Marc Dalanez, Michel Julien – batterie
- Marc Dalanez – percussions
- Norbert Pastor – guitare
- Andy Sheppard – saxophone
- André Annelli – trombone
- Christine Brossette et Pierre Drevet – trompette
- Jean Ristori – ingénieur du son
- Roland Magdane – producteur
- Richard Melloul, Serge Manceau – photographie

Crédits adaptés des notes de la pochette,,.

## Classements et certifications
| Classement (1982)                      | Meilleure position |
| -------------------------------------- | ------------------ |
| Belgique (Flandre Ultratop 50 Singles) | 28                 |
| Europe (Europarade)                    | 21                 |
| France (SNEP)                          | 1                  |
| Québec (Palmarès francophone)          | 1                  |

| Classement (1982) | Position |
| ----------------- | -------- |
| France (SNEP)     | 14       |

### Certification
| Pays                           | Certification | Ventes certifiées |
| ------------------------------ | ------------- | ----------------- |
| France (SNEP),                 | Or            | 500 000*          |
| *Ventes selon la certification |               |                   |

## Reprise
La chanson est reprise par Philippe Katerine et Francis et ses peintres sur l'album 52 reprises dans l'espace sorti en 2011.

## Dans la culture populaire
En 2011, le duo d'humoristes Palmashow reprend le morceau comme une chanson entraînante dans plusieurs épisodes de la saison 2 de Very Bad Blagues. Le Palmashow a également tourné une vidéo sur ce titre avec le vidéaste web américain Keenan Cahill,.